# アビー・ロード (ロンドン)
アビー・ロード (Abbey Road) は、ロンドンの行政区、カムデンとシティ・オブ・ウェストミンスターにまたがって走る通りである。北西のカムデン側から、付近にローズ・クリケット・グラウンドがあるウェストミンスターのセント・ジョンズ・ウッド地区を南東方向へ横切る通りで、B507線の一部である。この通りは、アビー・ロード・スタジオとビートルズによる1969年のアルバム『アビイ・ロード』で知られている。

## 概要

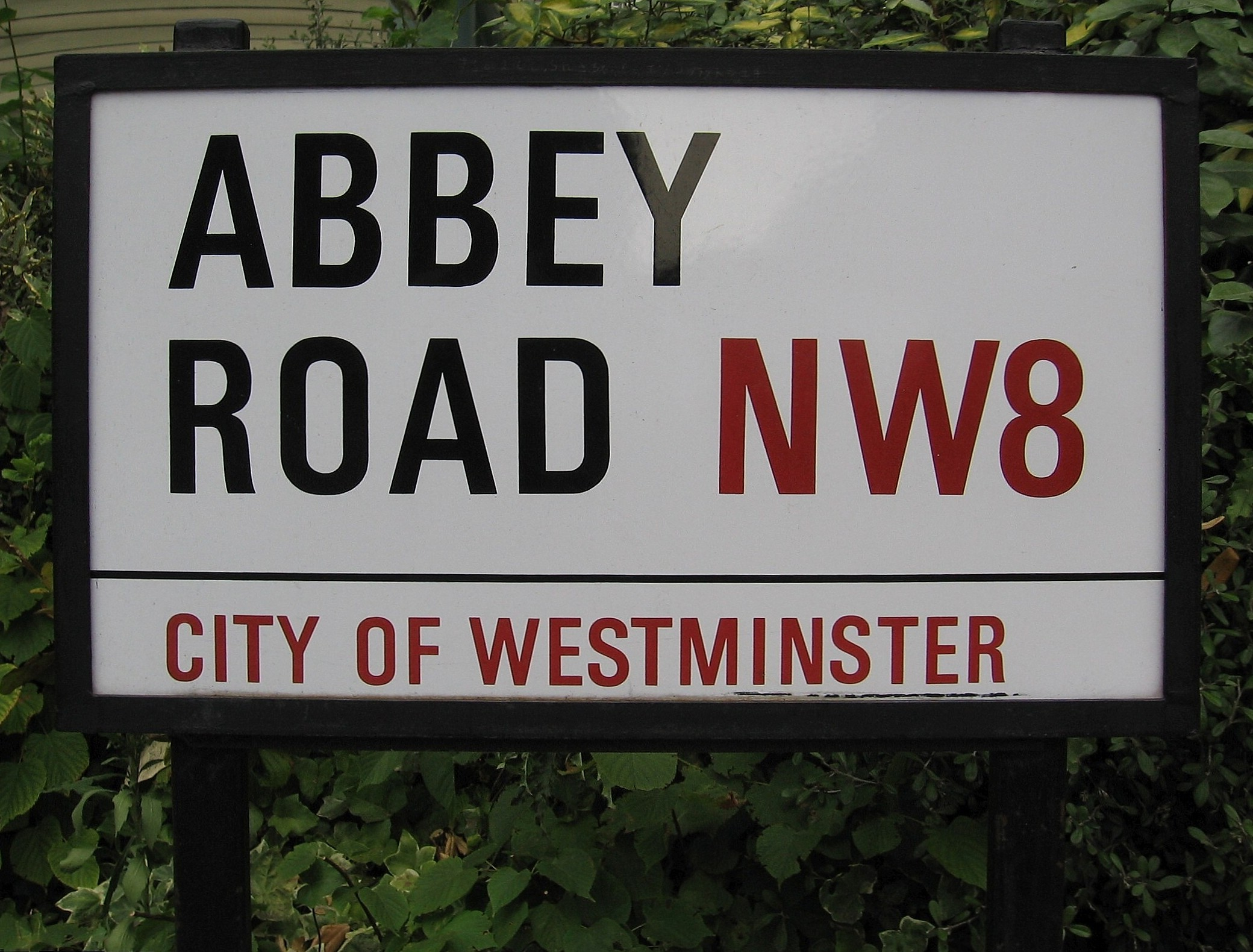
アビー・ロードの道路標識

アビー・ロードの北西端は、キルバーン地区のキュー・ロードとウェスト・エンド・レーンの交差点である。アビー・ロードはかつてキルバーン修道院と附属のアビー・ファームへと続いていた道で、19世紀初頭に発達した。通りはおよそ1マイル（1.6 km）南東まで続いており、ベルサイズ・ロード、バウンダリ・ロード、マールバラ・プレイスと交わり、グローヴ・エンド・ロードとガーデン・ロードの交差点で終わる。
1874年には、アビー・ロードのバプテスト教会にアビー・ロード&セント・ジョンズ・ウッド・パーマネント・ベネフィット・ビルディング・ソサイエティ(住宅金融組合)が設立された。同組合はアビー・ナショナル（現在はスペインのサンタンデール・グループ傘下のサンタンデールUK）の前身である。
EMIのアビー・ロード・スタジオは、南東端の3 アビー・ロード、セント・ジョンズ・ウッドに位置している。数多くのミュージシャンがこのスタジオでレコーディングを行い、なかでもビートルズは最後のスタジオ収録のオリジナル・アルバムのタイトルに通りの名前を冠し、『アビイ・ロード』とした。1969年にリリースされた同アルバムのカバーには、同年8月8日にイアン・マクミランにより撮影された、4人のメンバーがスタジオの出入口をちょうど出たところの横断歩道を渡っている写真が使用されている。その結果、アルバムのリリース以降、アビー・ロードのこの辺りがロンドンの観光スポットとして有名になった。
2010年12月、イングリッシュ・ヘリテッジによって「アビー・ロードの横断歩道」がグレードIIに指定されたが、現在の横断歩道はビートルズのアルバムカバーに使われた当時のものと同じ地点ではなく、後に数メートルほど移設されたものである。
ビートルズのカバーで使用されてから、この横断歩道は、すぐ北側にある横断歩道とともに、交通量の多い通りであるにも拘らず、人気の撮影スポットとなっている。この横断歩道は完全歩行者優先であるので、観光客による写真撮影のせいで、昼間は常に渋滞気味である。長年にわたり、ビートルズの象徴的アルバムカバーは、何度もパロディの題材として、この横断歩道で使用されてきた。
グローヴ・エンド・ロードとアビー・ロードの角に据え付けられていたブリキの道路標識は、頻繁に汚されたり盗まれたりといった被害に遭うため、角の建物の高い位置に移動された。地方議会は、ビートルズファンが横断歩道のそばにある壁に落書きを残すので、3ヶ月ごとの壁の塗り直しを余儀なくされている。